# Takagi
Pour les articles homonymes, voir Takagi (homonymie).
Takagi (喬木村, Takagi-mura) est un village du district de Shimoina, dans la préfecture de Nagano au Japon.

## Géographie

### Démographie
Au 1er juin 2016, la population de Takagi s'élevait à 6 592 habitants répartis sur une superficie de 66,61 km2.